# 2024年宽果省急性呼吸道感染及疟疾爆发
2024年10月，刚果民主共和国宽果省西南部地區開始爆發一種不明類流感疾病（有時稱為「X疾病」）。截至12月3日，疫情主要發生在潘齊衛生區，導致至少31人、最多143人死亡，促使當地和國際衛生組織展開調查。12月5日，該疾病已蔓延到同樣位於宽果省的卡滕达。之后经过世界卫生组织等机构调查，确认该种疾病为急性呼吸道感染并发疟疾。

## 爆發
第一例已知病例於2024年10月24日被發現，首例死亡病例記錄於2024年11月10日。當局直到12月1日才首次收到有關疫情爆發的通知。
世界衛生組織報告了10月24日至12月5日期間出現的406例病例，其中31人死亡，但指出所有重症病例均患有嚴重營養不良。據寬果省當局包括副省長雷米·薩基稱，截至11月25日，死亡人數從67人到143人不等，其中一些患者因缺乏適當醫療而在家中死亡。病例最常見於五歲以下的兒童，并且女性略多於男性，大多數死者年齡在15至18歲之間。
11月22日，一名在距離疫情爆發地區700公里外工作的男子在返回意大利后，因發燒和貧血在意大利卢卡的聖盧卡醫院住院，並在12月3日康復出院。樣本在收集后，送往了國家衛生院進行分析。
12月10日，該疾病似乎已蔓延至马伊恩东贝省，但尚未得到實驗室測試的證實。如果屬實，將表明該疾病已經有遠距離傳播的能力。
12月19日，非洲疾病预防控制中心办公室主任恩贡戈在线上新闻发布会上称，根据检测结果，大部分病患样本的疟疾检测结果呈阳性。关于这种疾病的成因目前主要有两种假设，一种是“营养不良和病毒感染背景下的严重疟疾”，另一种是“疟疾和营养不良背景下的病毒感染”，但也不排除出血热的可能性。另据刚果民主共和国政府20日表示，截至当天，该国已累计报告592人患不明原因疾病，实验室检测出的阳性病原体包括流感病毒、鼻病毒、新冠病毒等，其中流感病毒阳性率为28%。
根据世界卫生组织的通报，截至2024年12月16日，当地共报告了891例病例，其中430个样本的疟疾和常见呼吸道病毒（甲型流感病毒、鼻病毒、新冠病毒、其它人冠状病毒、副流感病毒和人腺病毒）实验室检测结果呈阳性。虽然进一步的实验室检测正在进行中，但结果表明，常见和季节性病毒性呼吸道感染、疟疾以及急性营养不良的共同作用，导致重症和死亡人数增加，对五岁以下儿童的影响尤为严重。

## 症狀
患者會出現多種類似流感的症狀，包括嚴重頭痛、咳嗽、高燒和噁心，並伴隨贫血。
世界衛生組織報告患者的臨床表現包括發燒（96.5%）、咳嗽（87.9%）、疲倦（60.9%）和流鼻水（57.8%）等症狀。與死亡相關的主要症狀包括呼吸困难、貧血和有急性營養不良的跡象。

## 反應
剛果衛生部長阿波利內爾·尤姆巴進行了初步遏制措施，包括建議居民避免與死者接觸，以防止潛在的傳播。地方當局請求國際社會提供更多醫療援助。 剛果衛生部警告不要參加大型集會，向當地衛生部門通報任何疑似病例或異常死亡病例，不要自行處理死者屍體，保持基本衛生。衛生部派遣了快速反應小組進入受影響地區，確保能立即處理報告病例，為死者收集樣本，以進行深入調查以確定疾病的性質。由於該省設施不完善，疾病樣本必須被帶到500公里外的實驗室，導致結果延遲。
世界衛生組織於12月3日收到有關疫情爆發的警報，並表示正在與剛果民主共和國衛生官員合作，進一步調查這種不明疾病。世界衛生組織也派出團隊採集樣本。非洲疾管中心也回應稱，他們正在與剛果民主共和國政府就此事進行調查。
12月5日，香港加強了機場和其他邊境管制站的健康檢查，以應對疫情爆發。12月6日，意大利衛生部要求其邊境辦事處關注來自剛果民主共和國的人員，特別是在港口和機場。